# الن تامس
اِلِن تامِـس (انگلیسی: Ellen Thomas؛ زادهٔ ۳ فوریهٔ ۱۹۶۴) بازیگر اهل انگلستان است.
از فیلم‌ها یا برنامه‌های تلویزیونی که وی در آن نقش داشته است، می‌توان به جانی اینگلیش دوباره متولد می‌شود اشاره کرد.